# Klaus Rifbjerg
Klaus Rifbjerg (født 15. december 1931, død 4. april 2015) var en dansk forfatter. Han voksede op på 1930'ernes Amager (boede ved sin død i Spanien og i Skodsborg). Han debuterede i 1956 med digtsamlingen Under Vejr med mig selv. Klaus Rifbjerg, populært kaldet Store Klaus, var kendt for ofte at berette om sit eget barndomsliv.
I 1976 var han med til at åbne gourmetrestauranten Kong Hans Kælder.

## Karriere
Med digtsamlingen Konfrontation 1960 indledte han en helt ny tilgangsvinkel til den moderne tilværelse, og digtsamlingen kom til at stå for 1960'ernes konfrontationsmodernisme. Med samlingen Amagerdigte fra 1965 slog Klaus Rifbjerg en ny tid an og var på forkant med 1970'ernes enkelhed. Bogen viste bl.a. forfatterens store kærlighed til det almindelige. Klaus Rifbjergs mest ansete tidlige værk er Den kroniske uskyld fra 1958, der senere blev filmatiseret i 1985.
Med et modernistisk forfatterskab, der spænder over mere end 50 år og med en produktion af to til tre værker årligt, har Rifbjerg sat sig dybe spor i det litterære og kulturelle Danmark.
Genremæssigt spænder forfatterskabet vidt: Fra en lytterroman, et kollektivt eksperiment i 1972 skrevet i samspil med DR's lyttere til indlevende fortællinger som Esbern 2005. Fra enkle sanseligt nærværende digte som i Under vejr med mig selv 1956, over komplekse eksperimenterende lyriske udtryksformer i '60er digtene, til en melankolsk tone som i Septembersang 1988. Fra det enkle drama som i filmen Weekend 1962 til det minutiøse tidsbillede i radiodramaet Vores år, 1982.
Det vakte opsigt, da Klaus Rifbjerg den 6. juli 1970 røg hash på Kulturministeriets trappe sammen med Ebbe Kløvedal Reich, Niels Skousen, Charlotte Strandgaard og Jesper Jensen i en aktion mod kulturministeriets lukning af et kunstnerisk tilholdssted for den mere radikale ungdom.
I 1976 åbnede han en gourmetrestaurant sammen med sin kone Inge og Lene og Sven Grønlykke i kælderen af Kong Hans' Vingård i Vingårdstræde i København med navnet Kong Hans Kælder. I 1983 modtog den som den første restaurant i Danmark en stjerne i Michelinguiden.
Uden for Danmark er Klaus Rifbjerg anerkendt som en betydningsfuld forfatter, lyriker, dramatiker og journalist. Dele af forfatterskabet er oversat til det europæiske og amerikanske marked. Rifbjerg engagerede sig også i kampen for økologi og gode råvarer i det danske køkken.
I 1967 blev han tildelt De Gyldne Laurbær og blev medlem af Det Danske Akademi. I 1970 fik han Nordisk Råds litteraturpris, i 1997 Herman Bangs Mindelegat, i 2001 Modersmål-Prisen og i 2009 Rungstedlund-prisen.
Klaus Rifbjerg var fra 1959-1971 litteratur-, film- og teaterkritiker i dagbladet Politiken. Han var desuden i en årrække litterær direktør for forlaget Gyldendal. Han har portrætteret sig selv i Sådan – en livsreportage, 1999.
I 2006 blev Klaus Rifbjerg med novellesamlingen Og andre historier sammen med 11 andre danske forfattere en del af den danske kulturkanon. Efter Rifbjerg var afgået ved døden, var Benny Andersen den eneste nulevende forfatter, repræsenteret i kanonen.

## Privatliv
Klaus Rifbjerg var fra 1955 og frem til sin død gift med oversætteren Inge Rifbjerg. De er forældre til oversætter Lise Rifbjerg, journalist Synne Rifbjerg og jazztrommeslager Frands Rifbjerg.

## Mindeord
Efter Klaus Rifbjerg var afgået ved døden, bragte de førende medier i hele Norden nekrologer. To træk ved hans forfatterskab og personlighed blev nævnt i de fleste af disse mindeord: Evnen til at udtrykke sin "sanselighed" på tryk, bruge erindringen som basis for sine udtryksformer og en helt usædvanlig arbejdsiver, som udmøntede sig i mere end 150 bogudgivelser.  Rifbjergs deltagelse i samfundsdebatten som revser af magthaverne fremhæves ligeledes:
»Han boltrede sig i alle genrer. Og han gjorde det med en ubesværethed og adgang til sproget - et greb om sproget - som var helt særegent for ham«, forklarer Johannes Riis, der især også vil huske Rifbjerg for sin rolle som samfundsprovokatør (...) Faktisk som »samfundsrevser«.

## Mindesmærke
I 2019 blev skulpturen Rifbjerg var her rejst i Rifbjergs barndomskvarter på Amager. Skulpturen er designet af den prisbelønnede danske billedkunstner René Schmidt.

### Romaner
- 1958 Den kroniske uskyld (roman)
- 1966  Operaelskeren  (roman)
- 1967 Arkivet (roman)
- 1968 Lonni og Karl (roman)
- 1969 Anna (jeg) Anna (roman)
- 1970 Marts 1970 (roman)
- 1971 Lena Jørgensen, Klintevej 4, 2650 Hvidovre (roman)
- 1971 Leif den Lykkelige jun. (roman)
- 1972 R.R. (roman)
- 1972 Rifbjergs lytterroman
- 1972 Brevet til Gerda (roman)
- 1973 Dilettanterne (roman)
- 1973 Spinatfuglene (roman)
- 1974 Du skal ikke være ked af det, Amalia (roman)
- 1974 En hugorm i solen (roman)
- 1975 Tak for turen (roman)
- 1975 Vejen ad hvilken (roman)
- 1976 Kiks (roman)
- 1976 Twist (roman)
- 1977 Et bortvendt ansigt (roman)
- 1977 Drengene (roman)
- 1979 Joker (roman)
- 1979 Voksdugshjertet (roman)
- 1980 Det sorte hul (roman)
- 1981 De hellige aber (roman)
- 1982 Jus (roman)r
- 1983 Hvad sker der i kvarteret (roman)
- 1983 En omvej til klostret (roman)
- 1983 Patience (roman)
- 1984 Falsk forår (roman)
- 1985 Harlekin skelet (roman)
- 1987 Engel (roman)
- 1989 Det ville glæde (roman)
- 1991 Rapsodi i blåt (roman)
- 1996 Divertimento i mol (roman)
- 1999 Billedet (roman)
- 2001 Regnvejr (roman)
- 2002 Nansen og Johansen (roman)
- 2005 Esbern (roman)
- 2008 Rod (roman)
- 2012 Nøleren (roman)
- 2014 Idræt (roman)

### Digtsamlinger
- 1956 Under vejr med mig selv (digte)
- 1957 Efterkrig (digte)
- 1960 Konfrontation (digte)
- 1961 Camouflage (digte)
- 1962 Voliere (digte)
- 1963 Portræt (digte)
- 1965 Amagerdigte (digte)
- 1967 Fædrelandssange (digte)
- 1970 Mytologi (digte)
- 1973 Forelsket (digt)
- 1973 Scener fra det daglige liv (digte)
- 1974 25 desperate digte (digte)
- 1975 Den søndag (digte)
- 1976 Stranden (digte)
- 1979 Livsfrisen (digte)
- 1981 Spansk motiv (digte)
- 1982 Landet Atlantis (digte)
- 1984 Det svævende træ (digte)
- 1984 Udenfor har vinden lagt sig (digte)
- 1987 Byens tvelys (digte)
- 1988 Septembersang (digt)
- 1991 Bjerget i himlen (digte)
- 1991 150 korte og meget korte tekster (digte og aforismer)
- 1992 Krigen (digte)
- 1994 Kandestedersuiten (digte)
- 1996 Leksikon (digte)
- 1998 Terrain vagues (digte)
- 2001 Rifbjergs digte Digte i udvalg ved Torben Brostrøm
- 2003 Sæsonen slutter (digte)
- 2004 Pap (digte)
- 2006 Knastørre digte (digte)
- 2014 Fut fut fut (digte)

### Novellesamlinger
- 1964 Og andre historier (noveller)
- 1969 Rejsende (noveller)
- 1972 Den syende jomfru og andre noveller (noveller)
- 1974 Sommer (noveller)
- 1976 Det korte af det lange (noveller)
- 1978 Tango eller Syv osmotiske fortællinger (noveller)
- 1982 Mænd og kvinder (noveller)
- 1985 Borte tit (noveller)
- 1989 Det svage køn (noveller)
- 1993 Vi bliver jo ældre (noveller)
- 1997 Andre tider (noveller)
- 1999 Kort sagt (noveller)

### Revy
- 1962 Gris på gaflen (revy)
- 1963 Hvad skal vi lave? (revy)

### Skuespil
- 1965 Diskret ophold (skuespil sammen med Jesper Jensen)
- 1965 Udviklinger (skuespil)
- 1966 Hvad en mand har brug for (skuespil)
- 1968 Voks (skuespil)
- 1970 År (skuespil)
- 1971 Narrene (skuespil)
- 1971 Svaret blæser i vinden (skuespil)
- 1982 Sangen om sengen (skuespil)

### Rejsebeskrivelser
- 1971 Til Spanien (rejsebeskrivelse)
- 1987 Japanske klip (rejsebeskrivelse)
- 1996 Berlinerdage (rejsebeskrivelse)

### Andet
- 1964 Bo-i-ing 64! (collage)
- 1967 Rif. (journalistik)
- 1970 I medgang og modgang
- 1972 Dengang det var før (kronikker)
- 1976 De beskedne 1-4 (hørespil)
- 1977 Deres Majestæt!
- 1978 Dobbeltgænger eller Den korte, inderlige men fuldstændig sande beretning om Klaus Rifbjergs liv
- 1978 Værtshuset Kong Hans (sammen med Inge Rifbjerg, Lene og Sven Grønlykke)
- 1980 Vores år 1-2 (fjernsynsteaterstykker)

### Erindringer
- 1995 Spinatfugl (erindringer)
- 1999 Sådan: en livsreportage (erindringer)

### Børne- og ungdomsbøger
- 1982 Kesses krig (ungdomsbog)
- 1986 Som man behager (ungdomsbog)
- 1989 Linda og Baronen (børnebog)
- 1991 Den hemmelige kilde (børnebog)
- 1993 Hjemve (børnebog)

### Essays
- 1990 En udflugt (dagbog/essay)
- 1991 Glæden ved vin
- 1992 Karakterbogen (essays)
- 1994 Synderegistret (essays)
- 1994 Hundrede års forfatterportrætter (essays)
- 1994 Facitlisten (essays)
- 1999 Digtere til tiden (essays)
- 2000 Huset – eller hvad der gjorde indtryk på mig i det tyvende århundrede (essays)
- 2000 Det handler om (artikler og essays)
- 2005 Hovedbogen (essays)

## Filmografi (Film og TV)
- Weekend (1962), manuskriptforfatter
- Don Olsen kommer til byen (1964) (en del af manuskriptet) men sprang fra, og frabad sig om at blive krediteret på filmens fortekster, manuskriptet færdig gjort af Aage Stentoft
- Sommerkrig (1965), instruktør og manuskriptforfatter
- Der var engang en krig (1966), manuskriptforfatter
- Jeg er sgu min egen (1967), manuskriptforfatter
- Privatlivets fred (1977), manuskriptforfatter
- Hærværk (1977), manuskriptforfatter
- Vores år (1980 - TV-serie i fire dele), manuskriptforfatter
- Pelota (1983), manuskriptforfatter
- Ved vejen (1988), manuskriptforfatter